# 아이슬란드의 주

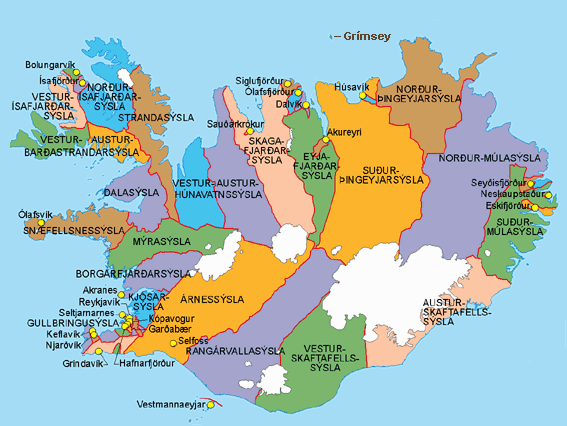
아이슬란드의 전통적인 주와 시

아이슬란드는 전통적으로 23개 주(아이슬란드어: sýsla 시슬라, 복수형: sýslur 시슬뤼르)와 23개 시(아이슬란드어: kaupstaður 쾨이프스타뒤르, 복수형: kaupstaðir 쾨이프스타디르)로 나뉜다.
아이슬란드에는 24명의 치안 판사(아이슬란드어: sýslumenn 시슬뤼멘)가 있다. 치안 판사는 지방 경찰청(경찰국장이 있는 레이캬비크 제외)에서 큰 권한을 갖고 있으며 파산 선고나 교회 밖에서의 혼인에 관한 행정 기능도 담당한다. 치안 판사의 권한이 미치는 범위는 가끔 전통적인 주의 경계를 따르지만 그렇지 않은 경우도 있다. "행정상의" 주라는 용어를 사용하는 경우는 전통적인 주보다는 행정상의 주를 중심으로 한다.
최초의 시(kaupstaður)는 18세기에 건설되었다. 이는 아이슬란드에서 시작된 시가지화 계획의 일환이었으며 1980년대까지 진행되었다. 아이슬란드의 지방 자치체에 관한 법률은 도시와 농촌을 포함한 각 지방 자치체 간에 어떠한 차별을 두지 않도록 규정되어 있다.

## 전통적인 주 목록
- 아우르드네시슬라 (Árnessýsla)
- 외이스튀르바르다스트란다르시슬라 (Austur-Barðastrandarsýsla)
- 외이스튀르후나바튼시슬라 (Austur-Húnavatnssýsla)
- 외이스튀르스카프타페들시슬라 (Austur-Skaftafellssýsla)
- 보르가르피아르다르시슬라 (Borgarfjarðarsýsla)
- 달라시슬라 (Dalasýsla)
- 에이야피아르다르시슬라 (Eyjafjarðarsýsla)
- 귀들브링귀시슬라 (Gullbringusýsla)
- 쿄사르시슬라 (Kjósarsýsla)
- 미라시슬라 (Mýrasýsla)
- 노르뒤르이사피아르다르시슬라 (Norður-Ísafjarðarsýsla)
- 노르뒤르물라시슬라 (Norður-Múlasýsla)
- 노르뒤르싱게이야르시슬라 (Norður-Þingeyjarsýsla)
- 라웅가우르바들라시슬라 (Rangárvallasýsla)
- 스카가피아르다르시슬라 (Skagafjarðarsýsla)
- 스나이페들스네스(오흐)흐나파달시슬라 (Snæfellsnes-og Hnappadalssýsla)
- 스트란다시슬라 (Strandasýsla)
- 쉬뒤르물라시슬라 (Suður-Múlasýsla)
- 쉬뒤르싱게이야르시슬라 (Suður-Þingeyjarsýsla)
- 베스튀르바르다스트란다르시슬라 (Vestur-Barðastrandarsýsla)
- 베스튀르후나바튼시슬라 (Vestur-Húnavatnssýsla)
- 베스튀르이사피아르다르시슬라 (Vestur-Ísafjarðarsýsla)
- 베스튀르스카프타페들시슬라 (Vestur-Skaftafellssýsla)

## 시 목록
- 아울프타네스 (Álftanes)
- 아크라네스 (Akranes)
- 아퀴레이리 (Akureyri)
- 볼룽가르비크 (Bolungarvík)
- 달비크 (Dalvík)
- 에스키피외르뒤르 (Eskifjörður)
- 가르다바이르 (Garðabær)
- 그린다비크 (Grindavík)
- 하프나르피외르뒤르 (Hafnarfjörður)
- 후사비크 (Húsavík)
- 이사피외르뒤르 (Ísafjörður)
- 케플라비크 (Keflavík)
- 코파보귀르 (Kópavogur)
- 네스쾨이프스타뒤르 (Neskaupstaður)
- 니아르드비크 (Njarðvík)
- 올라프스피외르뒤르 (Ólafsfjörður)
- 올라프스비크 (Ólafsvík)
- 레이캬비크 (Reykjavík)
- 쇠이다우르크로퀴르 (Sauðárkrókur)
- 셀포스 (Selfoss)
- 셀티아르드나르드네스 (Seltjarnarnes)
- 세이디스피외르뒤르 (Seyðisfjörður)
- 시글뤼피외르뒤르 (Siglufjörður)
- 베스트만나에이야르 (Vestmannaeyjar)

## 같이 보기
- 아이슬란드의 행정 구역
- 아이슬란드의 지역